# 宇都宮市立瑞穂野中学校
宇都宮市立瑞穂野中学校（うつのみやしりつみずほのちゅうがっこう）とは、栃木県宇都宮市下桑島町にある公立の中学校である。

## 沿革
- 1947年（昭和22年）4月 - 瑞穂野北小学校内に瑞穂野村立瑞穂野中学校創立
- 1948年（昭和23年） - 8月に現在地に校舎着工し、12月に落成した
- 1950年（昭和25年） - 国旗掲揚塔設置、東京ピアノ工業製ピアノ購入
- 1954年（昭和29年）10月1日 - 宇都宮市に編入合併により宇都宮市立瑞穂野中学校に改称
- 1960年（昭和35年） - 全国保健体育優良校表彰（文部省、日本体育指導）
- 1962年（昭和37年） - 准校服制定、自転車置場など完成
- 1970年（昭和45年） - 校庭西南部に25ｍプール完成
- 1972年（昭和47年） - 校旗樹立、弓道場落成
- 1979年（昭和54年） - 鉄筋コンクリート4階建ての新校舎落成
- 1986年（昭和61年） - 普通教室6室、特別教室1室からなる校舎を増築
- 2000年（平成12年） - 学校給食民間委託開始
- 2002年（平成14年） - 体育館、格技室、弓道場、金工・木工室新築工事
- 2003年（平成15年） - 屋内運動場完成

## 校歌
1954年制定
- 作詞 - 大木光男
- 作曲 - 鈴木瑞夫

## 部活動
| 運動部 - 弓道部 - サッカー部 - ソフトテニス部 - 卓球部 - バスケットボール部（男子・女子） - バレーボール部 - 野球部 - 陸上競技部 | 文化部 - パソコン部 - 美術部 |

## 通学区域
宇都宮市のうち
- 上桑島町の一部
- さるやま町の一部
- 下栗町の一部
- 下桑島町の一部
- 西刑部町の一部
- 東刑部町
- 東木代町
- 平塚町
- 瑞穂1丁目 - 3丁目

## 交通
- JR宇都宮駅から関東自動車の瑞穂野団地行で終点下車徒歩約10分

## 著名な出身者
- ラミレス・レンソ（社会人野球選手）